# 빌 로빈슨

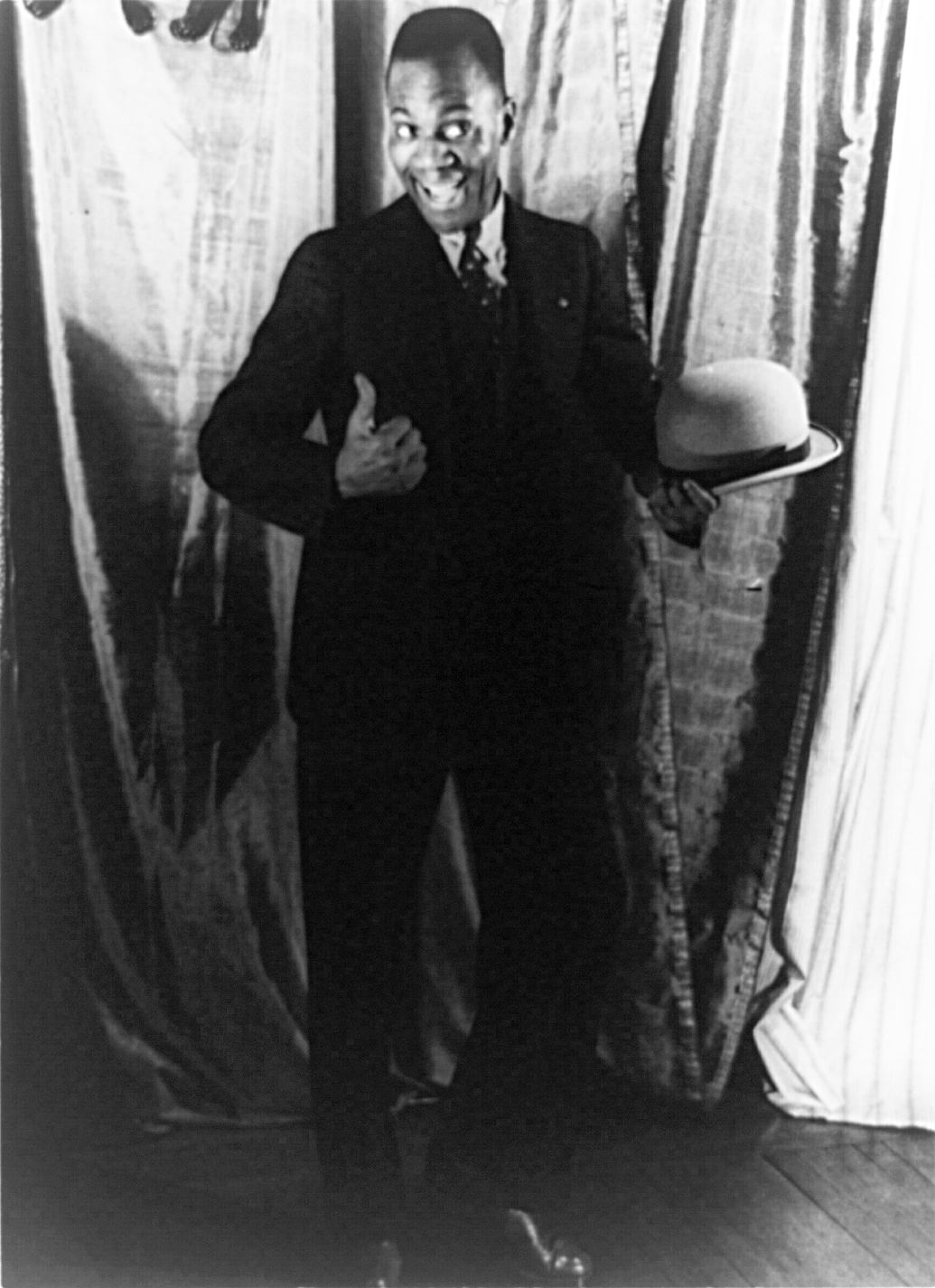

빌 로빈슨(Bill Robinson, 1878년 5월 25일 ~ 1949년 11월 25일)은 미국의 탭 댄서, 배우, 가수이다. 20세기 전반에 미국에서 활동한 아프리카계 미국인이다.

## 참여 작품
- 딕시아나
- 더 빅 브로드캐스트 오브 1936
- 리틀 코로널
- 꼬마 반항아
- 써니브룩 농장의 레베카 (1938년 영화)
- 저스트 어라운드 더 코너
- 폭풍우의 날씨

## 같이 보기
- 미국의 인종차별